# Guy d'Arcis
Guy d'Arcis, né vers 1180 et probablement mort le 25 mai 1252, est seigneur d'Arcis et de Pisy au début du XIIIe siècle. Il est le fils puîné de Jean Ier d'Arcis, fils puîné de la Famille de Montréal en Bourgogne, et de son épouse Hélisende de Joigny.
Il participe à la cinquième croisade avec son frère aîné Jean II, mais ce dernier meurt pendant le siège de Damiette et il lui succède comme seigneur d'Arcis et de Pisy.
Il fait partie des plus puissants vassaux du comte de Champagne et est remplacé par son fils aîné Jean III après sa mort.

## Biographie

### Origines
Il est le fils puîné de Jean Ier d'Arcis, issu d'une branche cadette de la Famille de Montréal dans le duché de Bourgogne et tige la famille d'Arcis dans le comté de Champagne, et de son épouse Hélisende de Joigny,.
À la mort de son grand-père paternel, son oncle Anséric IV de Montréal hérite de la seigneurie de Montréal tandis que son père hérite de celles d'Arcis et de Pisy. Ils meurent tous les deux en 1191 pendant le siège de Saint-Jean-d'Acre durant la troisième croisade et il devient ainsi seigneur d'Arcis et de Pisy alors que son cousin germain Anséric V devient quant à lui seigneur de Montréal.

### Cinquième croisade

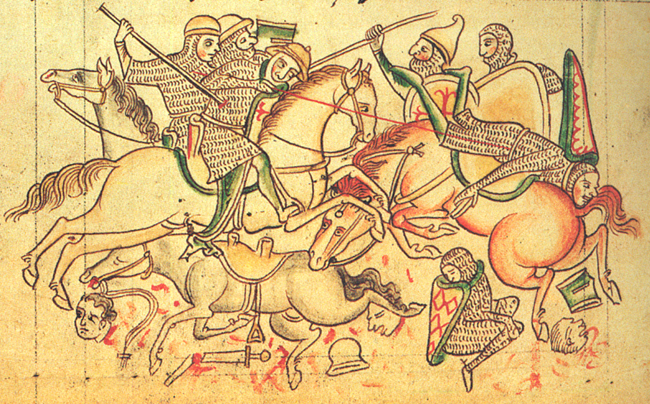
Siège de Damiette de 1218.

En 1218, il décide de participer à la cinquième croisade en compagnie de son beau-père Érard II de Chacenay, de son frère aîné Jean II d'Arcis, du second époux de sa mère Milon IV du Puiset, comte de Bar-sur-Seine et de son demi-frère cadet Gaucher du Puiset,.
Mais ces trois derniers meurent pendant le siège de Damiette et Guy est le seul à rentrer en France où il succède à son frère comme seigneur d'Arcis et de Pisy.

### Carrière
Fin 1220 environ, de retour en Champagne après la fin de la croisade qui a vu la mort de son frère aîné, il devient à son tour seigneur d'Arcis et de Pisy. Sans doute peu après, il épouse Mahaut de Chacenay, fille d'Érard II de Chacenay, seigneur de Chacenay, et de son épouse Emmeline de Broyes.
En 1224, il participe avec les plus grands barons champenois à l'ordonnance de Champagne sur le partage des fiefs entre enfants mâles.
À la fin de l'année 1228, il est convoqué dans l'arrière-ban de Champagne pour la campagne du roi Saint-Louis contre le duc de Bretagne Pierre Mauclerc, qui a fait hommage au roi Henri III d’Angleterre à Portsmouth.

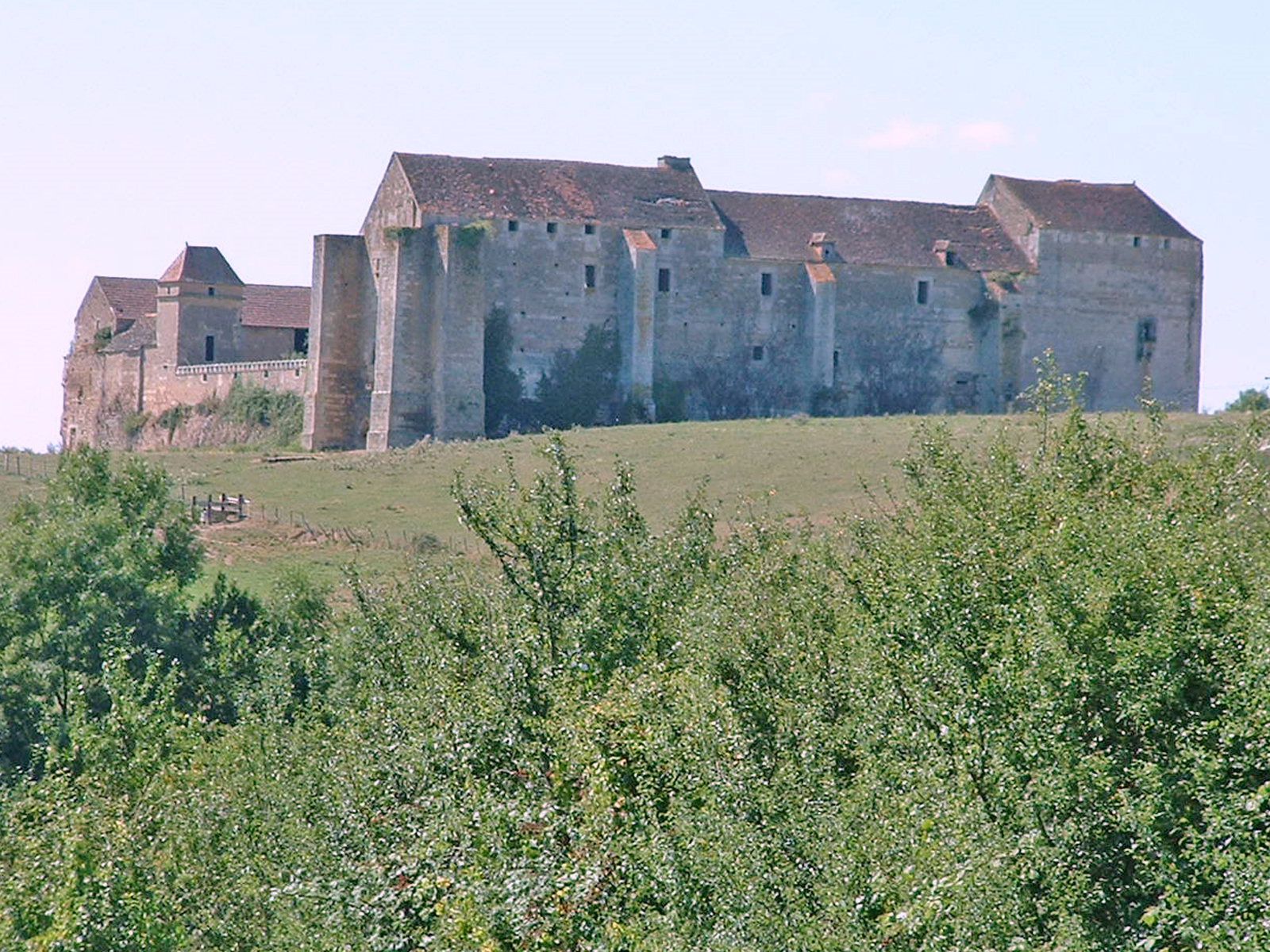
Château de Pisy.

En 1235, il obtient de son suzerain, son cousin Anséric VI de Montréal, la permission de construire une maison-forte à Pisy et de prendre du bois dans la forêt de Vausse pour sa construction. Probablement vers la même période, il signe une charte d'affranchissement pour les habitants de Pisy. Puis en 1241, il est nommé gardien du comté de Brienne, probablement pendant le départ du comte Gautier IV en terre sainte.
En 1252, il est dans l'impossibilité de se déplacer pour l'enquête sur les fiefs de Champagne, aussi il envoie au comte une lettre attestant qu'il tient le château d'Arcis ainsi que plusieurs villages environnants et 23 arrières-fiefs, ce qui lui constitue un revenu annuel de 200 livres,.
Il meurt probablement le 25 mai 1252 et est remplacé par son fils aîné Jean III comme seigneur d'Arcis et de Pisy.

## Mariage et enfants
Il épouse en 1223 Mahaut de Chacenay (ou Mathilde), fille d'Érard II de Chacenay, seigneur de Chacenay, et de son épouse Emmeline de Broyes, et ont ensemble trois enfants :
- Jean III d'Arcis, qui succède à son père ;
- Anséric d'Arcis, archidiacre du Dijonais en l’évêché de Langres ;
- peut-être Ermengarde d'Arcis, dame de Feins, qui épouse Geoffroy de Nully, seigneur de Juzennecourt, fils de Vilain de Nully-Juzennecourt et de Hawide Bricon, et qui ont au moins un enfant : Jacques de Juzennecourt.

## Source
: document utilisé comme source pour la rédaction de cet article.
- Henri d'Arbois de Jubainville, Histoire des ducs et comtes de Champagne, tomes 4a et 4b, Paris, Librairie Auguste Durand, 1865 (lire en ligne).
- Ernest Petit, « Seigneurie de Montréal-en-Auxois », Bulletin de la Société des sciences historiques et naturelles de l'Yonne,‎ 1865, p. 68-261 (lire en ligne).
- Ernest Petit, Histoire des ducs de Bourgogne de la race capétienne, tome 3, Dijon, Imprimerie Darantière, 1889 (lire en ligne).
- Édouard de Saint Phalle, « Les seigneurs d'Arcis sur Aube », Mémoire de la Société Académique de l'Aube, vol. 137,‎ 2013, p. 39-108.